# سگا کولیبالی
سگا کولیبالی (انگلیسی: Séga Coulibaly؛ زادهٔ ۹ ژوئن ۱۹۹۶) بازیکن فوتبال اهل فرانسه است.
از باشگاه‌هایی که در آن بازی کرده است می‌توان به باشگاه فوتبال رن اشاره کرد.
وی همچنین در تیم‌های ملی فوتبال France national under-16 football team، زیر ۱۷ سال فرانسه، زیر ۱۸ سال فرانسه، و زیر ۲۰ سال فرانسه بازی کرده است.